# Muhammad Nasrullah
Muhammad Nasrullah – pakistański zapaśnik walczący w stylu wolnym. Zajął szóste miejsce na igrzyskach azjatyckich w 1986. Czwarty na mistrzostwach Azji w 1987. Pięciokrotny wicemistrz Igrzysk Azji Południowej, w 1985, 1987; 1989, 1993 i 1995 roku.